# خولیو سزار ارمنیا
خولیو سزار ارمنیا (اسپانیایی: Julio César Armentia‎؛ زادهٔ ۲ اوت ۱۹۷۴) بازیکن فوتبال اهل آرژانتین است.

## باشگاهی
از باشگاه‌هایی که در آن بازی کرده‌است می‌توان به تیم‎‌های زیر اشاره کرد.
- Ñublense ۱۹۹۶-۱۹۹۷
- Cobreloa ۱۹۹۸
- O'Higgins ۱۹۹۹-۲۰۰۱
- Club Acapulco 2001-2002
- San José ۲۰۰۲-۲۰۰۳
- Cipolletti ۲۰۰۳-۲۰۰۴
- Alumni de Villa María ۲۰۰۴-۲۰۰۵
- Villa del Parque de Necochea ۲۰۰۶-۲۰۱۱
- Rivadavia de Necochea ۲۰۱۱–۲۰۱۲